# Anna van Rijn
Johanna van Rijn van Jutphaes bekannt als Anna van Rijn (geboren um 1520 in Jutphaas; begraben im Oktober 1607, ebenda) war eine niederländische Stifterin. Sie gründete eine Armenstiftung und eine Dorfschule.

## Leben
Anna van Rijn wurde um 1520 geboren. Sie war das dritte von fünf Kindern von Dirck van Rijn van Jutphaes (gestorben 1546) mit seiner zweiten Frau Lucia van Eyll. Sie entstammte einer alten und angesehenen Utrechter Familie. Ihr Großvater war Bürgermeister von Utrecht, ihr Halbbruder Adriaan wurde 1537 als einer der Mitglieder der Utrechter Ritterschaft erwähnt, die Karl V. bei seinem Einzug in die Stadt empfingen. Neben Adriaan hatte sie zwei ältere Brüder (Johan und Gerrit) und zwei jüngere Schwestern (Elisabeth und Lucia). Die Familie lebte im Familienschloss Rijnhuizen in Jutphaas.
Anna van Rijn heiratete ca. 1558 den Adligen Wouter van Baexen (gestorben 1559). Diese Ehe blieb kinderlos. Zum Leben von Anna van Rijn gibt es nur wenige konkrete Daten. Ihr genaues Geburts- und Heiratsdatum sind unbekannt und auch ihr eigener Vorname ist unklar: Einige Quellen sprechen von Anna, in notariellen Urkunden wird sie jedoch Johanna oder Janna genannt. Sie erbte nach dem Tod ihres Bruders Gerrit im Jahr 1673 das Familienschloss Rijnhuizen. Anna van Rijn war zu der Zeit seit einiger Zeit Witwe und wurde offiziell die Botschafterin der Overeind in Jutphaes. Sie ließ am 7. August 1607 ein Testament aufsetzen. Im Oktober 1607 starb Anna van Rijn in Rijnhuiz. Rijnhuizen ging am 28. Mai 1608 in den Besitz ihrer Cousine Wilhelmina van Riebeeck über. Sie blieb ihr Leben lang katholisch.

### Nachlass
Bekannt wurde Anna van Rijn für ihren Einsatz für die Armen von Jutphaas. Sie legte im Jahr 1595 in einem Stiftungsbrief fest, dass zwölf armen Menschen jeden Sonntag vor neun Uhr je sechs Stuiver ausbezahlt würden, unter der Bedingung, dass sie nicht betteln gingen und ein Gebet für die Stifterin sprachen. Die beiden katholischen Pfarrer von Jutphaas mussten nach ihrem Tod dafür sorgen, dass diese Armenfürsorge ordnungsgemäß durchgeführt wurde. Im Jahr 1603 ließ Anna van Rijn fünf „Godskameren“ ("Gotteszimmer")  errichten. Es waren Einzimmerwohnungen für bedürftige Einwohner von Jutphaas im Alter von 50 Jahren und älter. Ein Jahr später stellte sie Geld zur Verfügung, um einen Schulmeister zu bezahlen, der in einer dieser Godskameren untergebracht werden sollte. Neben diesem Schulmeisterhaus wurde ein Schuppen errichtet, in dem der Schulmeister die armen Kinder des Dorfes unentgeltlich unterrichten musste. Dafür erhielt er ein Jahresgehalt von 25 Gulden. Schüler nicht bedürftiger Eltern zahlten wenige Cent Schulgeld im Monat.
In ihrem Testament vom 7. August 1607 sind alle ihre wohltätigen Initiativen noch einmal ausführlich beschrieben. Es wurde ein Betrag von 7700 Gulden investiert, aus dem jährliche Geld-, Kleider- und Torfverteilungen an die Armen finanziert werden mussten. Auch der Unterhalt der Godskameren und die bereits zu ihren Lebzeiten eingerichtete wöchentliche Geldausschüttung an die zwölf Armen wurden in diesem Testament geregelt. Schließlich entschied Anna van Rijn, dass sie in Jutphaas im Grab ihrer Eltern beerdigt werden sollte.
Nachdem die von ihr gegründeten Godskameren 1978 abgerissen worden waren und ihr finanzielles Erbe zugunsten der Armenfürsorge 1976 endgültig aufgelöst worden war, geriet die Wohltäterin Anna van Rijn fast völlig in Vergessenheit. Das Geld der Stiftung, welche bereits seit langem nicht mehr ihren Namen trug, wurde per notarieller Urkunde zwischen der römisch-katholischen und der reformierten Kirche von Jutphaas aufgeteilt.
Eine weiterführende Schule wurde 1994 in Nieuwegein nach ihr benannt, das „Anna van Rijn College“.
Zuvor hatten die Historiker Van Putten und Buiten ein Buch über Anna van Rijn und ihr Leben im Jutphaas des 16. Jahrhunderts geschrieben. Im Jahr 2005 stiftete die Gemeinde die „Anna van Rijn-Medaille“, die diejenigen würdigt, die sich für die Stadt und die Gesellschaft von Nieuwegein engagieren.